# Сокиринецька сільська рада (Чемеровецький район)
Сокирине́цька сільська́ ра́да — колишня адміністративно-територіальна одиниця та орган місцевого самоврядування в Чемеровецькому районі Хмельницької області. Адміністративний центр — село Сокиринці.

## Загальні відомості
- Територія ради: 4,387 км²
- Населення ради: 1 093 особи (станом на 2001 рік)
- Територією ради протікає річка Збруч

## Населені пункти
Сільській раді підпорядковані населені пункти:
- с. Сокиринці
- с. Збриж
- с. Вишневе

## Склад ради
Рада складається з 16 депутатів та голови.
- Голова ради: Іваськів Олександр Анатолійович
- Секретар ради: Гоменюк Олександр Васильович

### Керівний склад попередніх скликань
| Прізвище, ім'я, по батькові     | Основні відомості                                                 | Дата обрання | Дата звільнення |
| ------------------------------- | ----------------------------------------------------------------- | ------------ | --------------- |
| Ковальчук Віктор Володимирович  | Сільський голова, 1957 року народження, безпартійний              | 26.03.2006   | 01.12.2007      |
| Шевцов Віктор Володимирович     | Сільський голова, 1964 року народження, безпартійний              | 16.03.2008   | 31.10.2010      |
| Іваськів Олександр Анатолійович | Сільський голова, 1972 року народження, освіта вища, безпартійний | 31.10.2010   |                 |

Примітка: таблиця складена за даними сайту Верховної Ради України

### Депутати
За результатами місцевих виборів 2010 року депутатами ради стали:

#### За суб'єктами висування
| Суб'єкт висування                                       | Кількість обраних депутатів | %    |
| ------------------------------------------------------- | --------------------------- | ---- |
| Народна партія                                          | 7                           | 43,8 |
| Самовисування                                           | 7                           | 43,8 |
| Політична партія Всеукраїнське об'єднання «Батьківщина» | 2                           | 12,5 |

#### За округами
| № округу                                                | Прізвище, ім'я, по батькові  | Дата визнання обраним | Освіта             | Партійна приналежність                        | Відомості про обраного депутата                       |
| ------------------------------------------------------- | ---------------------------- | --------------------- | ------------------ | --------------------------------------------- | ----------------------------------------------------- |
| Народна Партія                                          |                              |                       |                    |                                               |                                                       |
| 1                                                       | Кравець Наталія Миколаївна   | 03.11.2010            | вища               | член Народної партії                          | Голенищівська школа-інтернат, педагог                 |
| 2                                                       | Процков Анатолій Іванович    | 03.11.2010            | середня спеціальна | член Народної партії                          | м. Київ, тракторист                                   |
| 3                                                       | Романишин Микола Іванович    | 03.11.2010            | середня спеціальна | член Народної партії                          | Оболонь-Агро, тракторист                              |
| 6                                                       | Дудко Марія Олександрівна    | 03.11.2010            | вища               | член Народної партії                          | Сокиринецький дитячий садок, завідувач дитячим садком |
| 11                                                      | Яцух Олександр Васильович    | 03.11.2010            | вища               | член Народної партії                          | Оболонь-Агро, інженер                                 |
| 12                                                      | Імінова Алла Василівна       | 03.11.2010            | середня            | член Народної партії                          | с. Сокиринці, соц.працівник                           |
| 16                                                      | Полянська Любов Богданівна   | 03.11.2010            | середня            | член Народної партії                          | с. Збриж, менеджер по заготівлі молока «Чортків сир»  |
| Політична партія Всеукраїнське об'єднання «Батьківщина» |                              |                       |                    |                                               |                                                       |
| 8                                                       | Шмирко Наталія Олександрівна | 03.11.2010            | вища               | член Всеукраїнського об'єднання «Батьківщина» | Оболонь-Агро, завідувачка ферми                       |
| 10                                                      | Адамчук Юрій Васильович      | 03.11.2010            | середня спеціальна | член Всеукраїнського об'єднання «Батьківщина» | приватний підприємець                                 |
| Самовисування                                           |                              |                       |                    |                                               |                                                       |
| 4                                                       | Марков Михайло Іванович      | 03.11.2010            | вища               | позапартійний                                 | Сокиринецька дільнича лікарня, лікар                  |
| 5                                                       | Муращик Тетяна Миколаївна    | 03.11.2010            | вища               | позапартійна                                  | Сокиринецька Школа І-ІІІ ст., педагог                 |
| 7                                                       | Гоменюк Олександр Васильович | 03.11.2010            | вища               | позапартійний                                 | Селищна рада, секретар                                |
| 9                                                       | Лозовий Микола Миколайович   | 03.11.2010            | середня спеціальна | позапартійний                                 | Оболонь-Агро, шофер                                   |
| 13                                                      | Музика Марія Іванівна        | 03.11.2010            | середня            | позапартійна                                  | Оболонь-Агро, комірник                                |
| 14                                                      | Сотник Борис Анатолійович    | 03.11.2010            | середня            | позапартійний                                 | пенсіонер                                             |
| 15                                                      | Лацко Алла Миколаївна        | 03.11.2010            | середня            | позапартійна                                  | с. Збриж, директор ПСК «Відродження»                  |